# Temnaspis mouhoti
Temnaspis mouhoti es una especie de coleóptero de la familia Megalopodidae.

## Distribución geográfica
Habita en Camboya.